# Copa Hopman de 2003
A Copa Hopman de 2003 foi a 15ª edição do torneio entre países do tênis em mistas, organizada pela Federação Internacional de Tênis.
Serena Williams e James Blake dos Estados Unidos bateram os australianos Alicia Molik e Lleyton Hewitt na final.